# Poorna Jagannathan

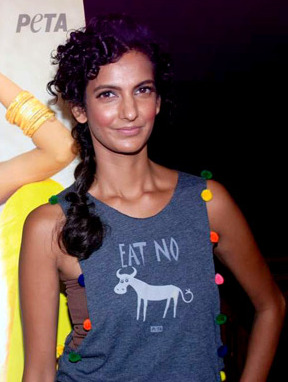
Poorna Jagannathan, 2012

 Poorna Jagannathan (* 22. Dezember 1972 in Tunis, Tunesien) ist eine US-amerikanische Schauspielerin und Filmproduzentin.

## Leben
Jagannathan wuchs als Tochter eines indischen Diplomaten in Pakistan, Irland, Indien, Brasilien und Argentinien auf. Sie besuchte das College der University of Brasilia in Brasilien und studierte Journalismus an der University of Maryland im College Park.
Als Stipendiatin begann sie ihren Master im The Actor’s Studio in New York, brach nach dem ersten Jahr ab und studierte weiter Schauspiel bei der Schauspiellehrerin Elizabeth Kemp. Sie ist am bekanntesten für ihre Darstellung von Safar Khan in HBOs Emmy-nominierter Show „The Night Of“ sowie für die Hauptrolle im Bollywood-Kult-Comedy-Film „Delhi Belly“. Sie initiierte und produzierte auch das von Yael Farber geschriebene und inszenierte Stück „Nirbhaya“, in dem es darum ging, das Schweigen über sexuelle Gewalt zu brechen.
Ihr Stück wurde mit dem „2013 Amnesty International Award“ ausgezeichnet und von The Telegraph als „eines der mächtigsten Theaterstücke, die Sie jemals sehen werden“ bezeichnet. 2012 wurde sie in den Femina-Magazinen zu „Indiens 50 schönsten Frauen“ unter die Top 10 gewählt und 2014 wurde sie unter die Top 50 der mächtigsten Frauen in Indien gewählt. Sie wurde in der Jubiläumsausgabe der Vogue vom Oktober 2012 als eine von acht Frauen vorgestellt, die das Gesicht der Schönheit in Indien verändern. Vogue hat sie auch in ihre Liste der 50 besten Looks auf dem roten Teppich für 2012 und in ihre Liste der „Best Dressed: Who to Watch in 2014“ aufgenommen. Das Grazia verlieh ihr 2014 den „Best Dressed Award“. 2013 und 2012 wurde sie von dem Magazin Cosmopolitan als „Most Fashionable Indian Woman“ ausgezeichnet.
Die Zeitschrift Marie Claire nannte sie 2012 eine der 12 Frauen aus dem Osten, die das westliche Kino beeinflussen. Sie ist Markenbotschafterin der Tierrechtsorganisation People for the Ethical Treatment of Animals (PETA) in Indien. Seit 2013 ist sie mit Azad Oommen verheiratet, mit dem sie ein Kind hat.

## Filmografie (Auswahl)
- 2004: Law & Order (Fernsehserie, Episode 14x15)
- 2004: She Hate Me
- 2005: Johny Zero (Fernsehserie, Episode 1x04)
- 2005: Dealbreaker (Kurzfilm)
- 2005: The Weather Man
- 2005: Modern Day Arranged Marriage (Kurzfilm)
- 2006: Love Monkey (Fernsehserie, Episode 1x03)
- 2006: Rescue Me (Fernsehserie, Episode 3x07)
- 2006: Criminal Intent – Verbrechen im Visier (Law & Order: Criminal Intent, Fernsehserie, Episode 6x01)
- 2007: Montclair
- 2007: Awake
- 2008: The Game (Fernsehserie, Episode 3x04)
- 2009: Karma Calling
- 2009: Numbers – Die Logik des Verbrechens (Numbers, Fernsehserie, Episode 6x09)
- 2010–2011: Royal Pains (Fernsehserie, 2 Episoden)
- 2011: Delhi Belly
- 2011: Peace, Love & Misunderstanding
- 2012: Thanks for Sharing – Süchtig nach Sex (Thanks for Sharing)
- 2013: Lass dein Glück nicht ziehen (Yeh Jawani Hai Deewani)
- 2014: Good ’Ol Boy
- 2015: Growing Up Smith
- 2015: House of Cards (Fernsehserie, Episode 3x01)
- 2016: The Night Of – Die Wahrheit einer Nacht (The Night Of, Fernsehserie, 7 Episoden)
- 2016: Carrie Pilby
- 2017: The Circle
- 2017: Law & Order: Special Victims Unit (Fernsehserie, 2 Episoden)
- 2017: Gypsy (Fernsehserie, 10 Episoden)
- 2018: Mile 22
- 2018: Better Call Saul (Fernsehserie, 2 Episoden)
- 2018: Sorry for Your Loss (Fernsehserie, Episode 1x05)
- 2019: Share
- 2019: The Act (Fernsehserie, Episode 1x02)
- 2019: Ramy (Fernsehserie, 2 Episoden)
- 2019: Big Little Lies (Fernsehserie, 3 Episoden)
- 2020: Verschwiegen (Defending Jacob, Miniserie, 4 Episoden)
- 2020–2023: Noch nie in meinem Leben … (Never Have I Ever, Fernsehserie, 40 Episoden)
- 2023: The Out-Laws
- 2024: Schlaft gut, ihr fiesen Gedanken (Turtles All the Way Down)
- 2024: Wolfs